# Tripedalia binata
Tripedalia binata è una specie di piccole cubomeduse tropicali della famiglia Tripedaliidae. Come le altre specie della famiglia, questa medusa non produce la sindrome di Irukandji con il suo veleno, una caratteristica propria comunque all'ordine delle Carybdeida.
Le T. binata si contraddistingue per i tentacoli che sono uniti a due a due.

## Caratteristiche
T. binata misura normalmente meno di 10 mm di lunghezza dell'ombrello, anche se certi esemplari raggiungono i 14 mm, con un diametro di poco inferiore. Ai quattro lati dell'ombrello cubico, ogni pedalium si suddivide in due tentacoli: una caratteristica unica fra le Carybdeida, condivisa solo con le altre Tripedalia.
Il velarium possiede 7-8 canali per quadrante. Ogni ropalio è aderente alla parte superiore della nicchia poco profonda che lo ospita. Nella parte inferiore del roaplio, vi è una statociste, un organo che serve alla medusa per bilanciarsi, con all'interno una piccola pietra di gesso, lo statolito, a forma di cuore.
La campana è coperta da nematocisti, disposte disordinatamente. I tentacoli alternano fasce spesse e meno spesse lungo tutta la loro lunghezza e presentano due tipi diversi di nematocisti, mentre sull'esombrella ve ne è solo uno.

## Distribuzione e habitat
La T. binata è diffusa nell'oceano Pacifico centro-meridionale, lungo le coste vicino a Darwin, Weipa e Cairns; alcuni esemplari sono stati pescati inoltre nel fiume Jambu, in India orientale. Tipicamente vive nelle lagune di mangrovie e nelle acque salmastre poco profonde. Esemplari di T. binata sono stati visti nuotare assieme a folti gruppi di Chironex fleckeri in acque marine poco profonde e sabbiose, nei pressi di una foresta di mangrovie.